# Tyler Cole
Pour les articles homonymes, voir Cole.
Tyler Cole, né le 7 décembre 1999,, est un coureur cycliste trinidadien.

## Biographie
Tyler Cole commence la compétition cycliste à l'âge de dix ans.
En 2016, il remporte le contre-la-montre aux championnats des Caraïbes juniors (moins de 19 ans). La même année, il représente son pays lors des championnats du monde de Doha.
En avril 2018, il termine huitième du championnat panaméricain sur route espoirs (moins de 23 ans). En 2019, il devient quadruple champion de Trinité-et-Tobago, en ligne et en contre-la-montre, chez les élites et les espoirs. Il participe également aux championnats nationaux des Bahamas, où il s'impose sur la course en ligne, devant les locaux

## Palmarès sur route

### Par années
- 2014
  -  Champion de Trinité-et-Tobago du contre-la-montre U17
- 2016
  -  Champion des Caraïbes du contre-la-montre juniors
  -  Champion de Trinité-et-Tobago du contre-la-montre juniors
  -  Champion de Trinité-et-Tobago du critérium juniors
  - Leslie King Memorial[7]
- 2018
  - 2e du championnat de Trinité-et-Tobago du critérium
- 2019
  -  Champion de Trinité-et-Tobago sur route
  -  Champion de Trinité-et-Tobago du contre-la-montre
  -  Champion de Trinité-et-Tobago sur route espoirs
  -  Champion de Trinité-et-Tobago du contre-la-montre espoirs
  - Championnat des Bahamas sur route

### Classements mondiaux
| Année            | 2018 | 2019 |
| ---------------- | ---- | ---- |
| UCI America Tour | 175e | 455e |

## Palmarès sur piste

### Championnats nationaux
- 2017
  - 2e du championnat de Trinité-et-Tobago de poursuite juniors
  - 2e du championnat de Trinité-et-Tobago de l'omnium juniors
  - 2e du championnat de Trinité-et-Tobago de scratch juniors
- 2018
  -  Champion de Trinité-et-Tobago de scratch
- 2019
  - 2e du championnat de Trinité-et-Tobago de l'omnium